# Villejuif - Gustave Roussy (métro de Paris)
Villejuif - Gustave Roussy est une station de la ligne 14 du métro de Paris située à Villejuif. Elle sera desservie par la ligne 15 en 2026 et deviendra ainsi une station de correspondance. À son ouverture elle devient la station de métro la plus profonde de France, détrônant Abbesses dont les quais sont situés à 36 mètres de profondeur, alors que ceux de la ligne 14 sont situés à 36,7 mètres. Elle sera à son tour détrônée en 2026 lors de l'ouverture de Saint-Maur - Créteil. La station est exploitée par le consortium ORA, regroupant RATP Dev, Alstom et ComfortDelGro, qui sera également chargé de l'exploitation de la ligne 15. 

## Situation
Elle est implantée au sein du Parc départemental des Hautes-Bruyères, au 55 rue Édouard-Vaillant, à Villejuif, devant l’entrée de l’institut Gustave-Roussy. Les quais de la ligne 14 se trouvent à 36,7 mètres de profondeur, intégrés dans un pont-cadre traversant la station du nord au sud, les quais de la ligne 15 se trouveront à une profondeur de 48 mètres, en dessous de ceux de la ligne 14. Les deux stations seront ainsi superposées et intégrées au sein du même ouvrage de génie civil. En surface, le bâtiment circulaire de la station est implanté dans le parc.

## Construction

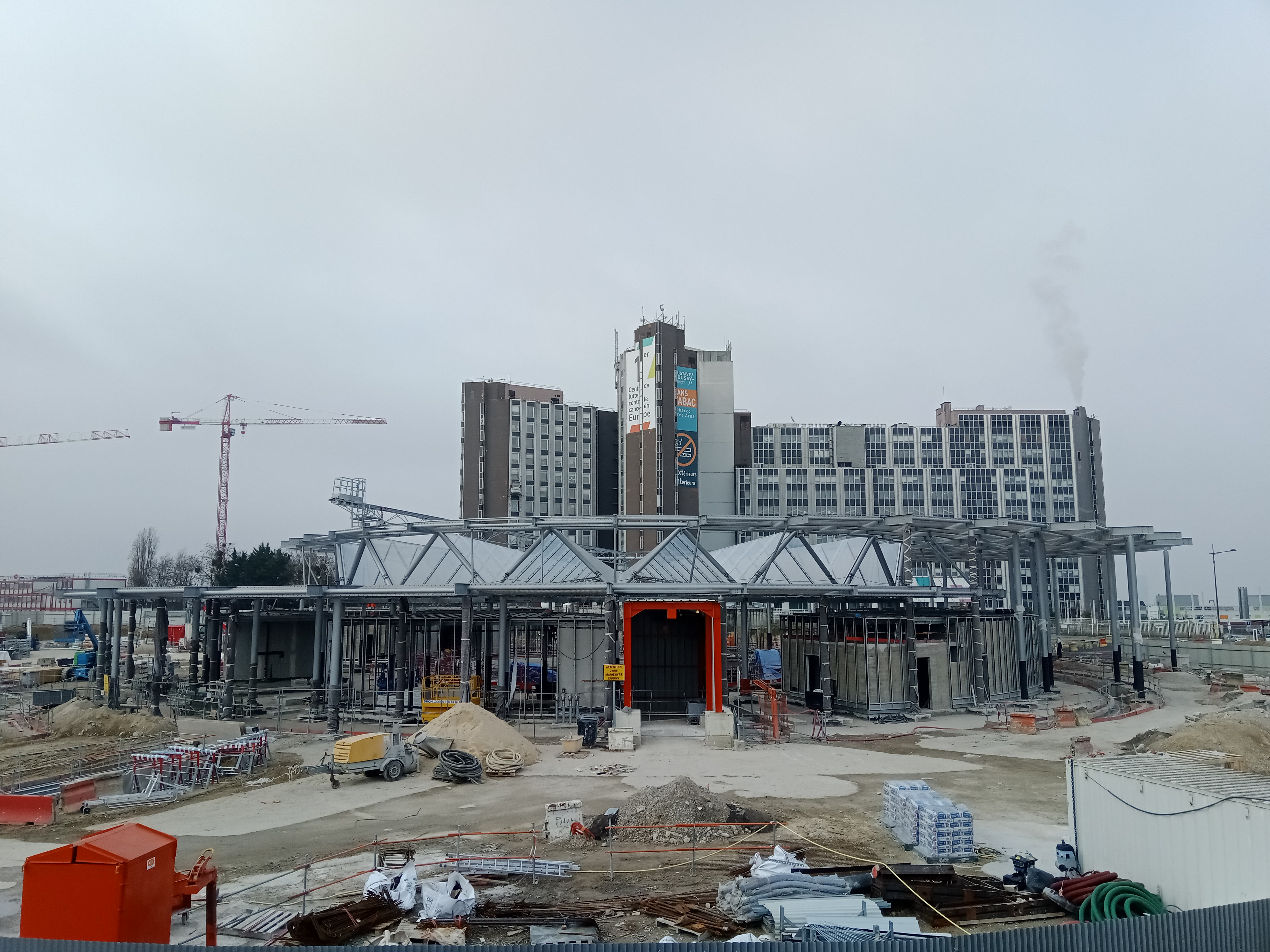
Chantier de la station en janvier 2024.

Pour réaliser ce chantier à partir de 2015, la Société du Grand Paris a acquis une parcelle de 7 500 m2 du parc des Hautes-Bruyères auprès du conseil départemental du Val-de-Marne.
Le maître d'œuvre architectural de la station est Dominique Perrault, avec l'acousticien Jean-Paul Lamoureux et RPO SAS.
L'artiste chilien Iván Navarro a créé une installation artistique lumineuse dans la station en coordination avec Dominique Perrault. Un ciel étoilé est installé dans la station, composé de néons et de miroirs qui donneront une illusion de profondeur infinie. Il comprendra 312 caissons lumineux trapézoïdaux de 2,7 m de long, 35,5 cm et 46,3 cm de large et 30 cm de hauteur, chacun tamponné du nom d’un astre, qui occuperont les plafonds circulaires des niveaux souterrains autour de la ligne 15, formant alors deux cadrans solaires futuristes.
La station comporte également sur les quais de la ligne 14 une fresque de Matthias Lehmann et comportera sur ceux de la ligne 15 une fresque de Magali Bardos.
Le génie civil de la station est réalisé par un groupement d’entreprises piloté par Vinci Construction Grands Projets.
La construction des parois moulées a commencé fin 2017. Le puits central a été réalisé à ciel ouvert, tandis que les extrémités seront réalisées en souterrain. Le puits central a été achevé fin 2018. Le tunnelier de la ligne 14, Allison, est arrivé dans la station le 26 décembre 2019. Un grand pont a été construit dans la fosse pour permettre à la machine de traverser le puits et poursuivre sa route. Le tunnelier de la ligne 15, Amandine, attendu en février 2020, y arrive finalement le 18 juin 2020.
La dernière phase de travaux d’aménagement et d’équipement, lancée à l’été 2021, a touché à sa fin. Les entreprises procèdent aux derniers ajustements tels que l’installation des points d’accueil, lignes de contrôle et éléments de billettique. En surface, le parvis prend également forme. Le passage couvert vers l'Institut sera ouvert courant 2025.  
L'ouverture de la station à l'occasion de la mise en service du prolongement sud de la ligne 14 est remise en cause lors d'un comité de suivi du chantier. Ce chantier, dont la maitrise d'ouvrage est confiée à la société du Grand Paris, ne permettrait une ouverture au public que lors de l'achèvement des travaux pour la ligne 15 sud,. La société du Grand Paris explique ce potentiel retard en pointant du doigt « la complexité de l'interface entre les deux lignes 14 Sud et 15 Sud ». En février 2022, le maire de Villejuif, Pierre Garzon, confirme l'objectif d'une ouverture de la station pour la ligne 14 en fin d'année 2024, soit environ six mois après le reste de l'extension sud, et un an avant l'arrivée de la ligne 15 sud. Finalement la station est livrée fin décembre, pour une ouverture le 18 janvier 2025,.

## Histoire
La station est initialement dénommée par son nom de projet Villejuif - Institut Gustave-Roussy. Le nom officiel de la station est défini à travers une consultation publique qui a lieu du 20 juin au 4 juillet 2022 parmi trois propositions : Villejuif - Gustave Roussy, Parc des Hautes-Bruyères et Campus Grand Parc,. Finalement comme annoncé le 27 juillet 2022, les votants ont choisi le nom Villejuif - Gustave Roussy  qui rend hommage au neurologue, neuropathologiste et cancérologue franco-suisse (1874-1948) qui a fondé l'institut du même nom qui se trouve à proximité de la station .

### Calendrier
- 24 décembre 2014 : déclaration d'utilité publique[20]
- 2017 : démarrage du chantier
- 24 juin 2024 : mise en service de la ligne 14, station non desservie
- 18 janvier 2025 : ouverture de la station
- Fin 2026 : mise en service de la ligne 15 sud

## Service des voyageurs

### Accès
La station comporte trois accès, tous permettant d'entrer dans le bâtiment : 
- accès 1 "Institut Gustave Roussy", permettant d'accéder directement à l'Institut via un futur passage couvert.
- accès 2 "Chemin de la Redoute"
- accès 3 "Parc des Hautes-Bruyères"

Accès à la station
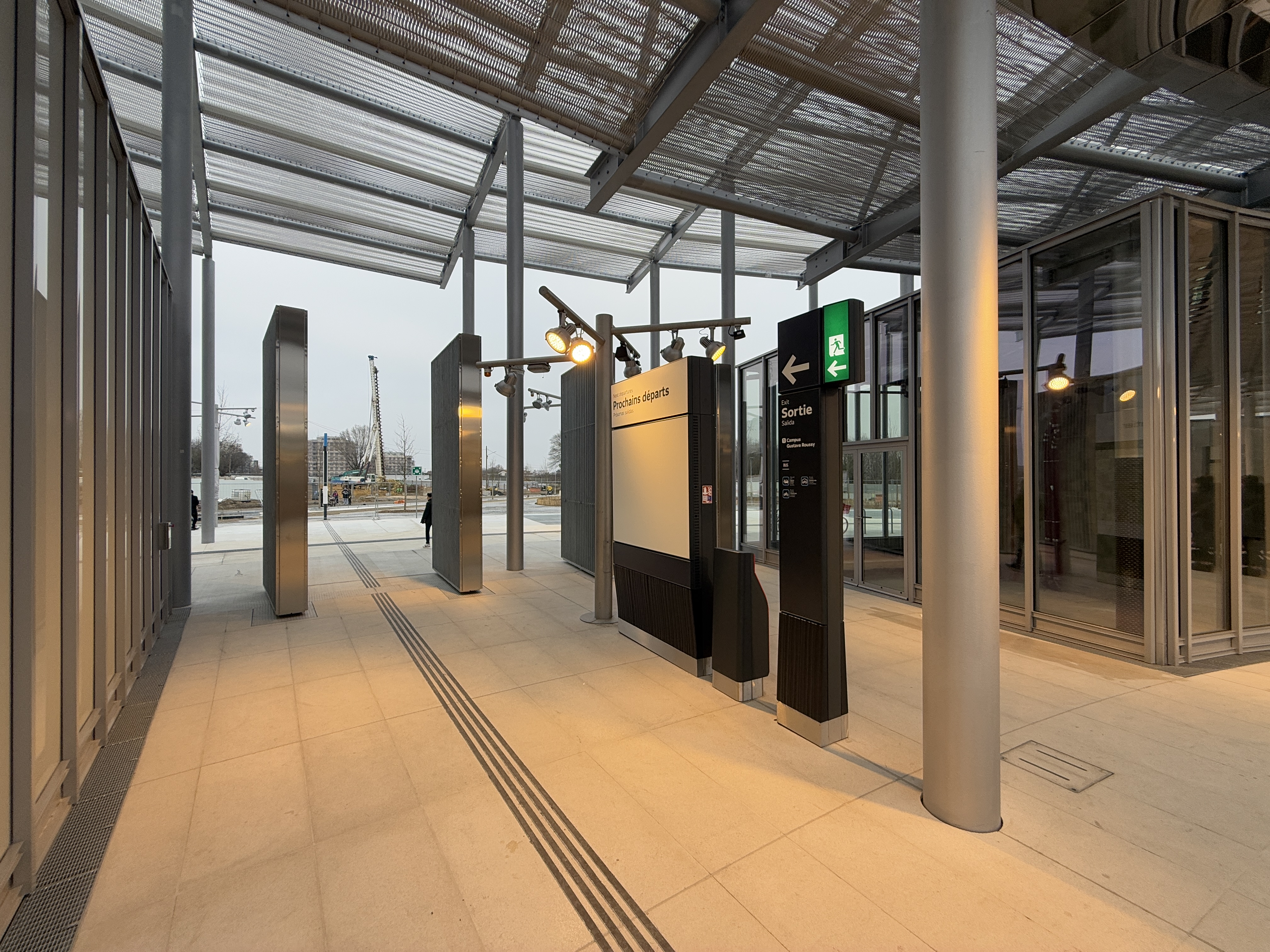
L'accès no 1 « Institut Gustave Roussy ».
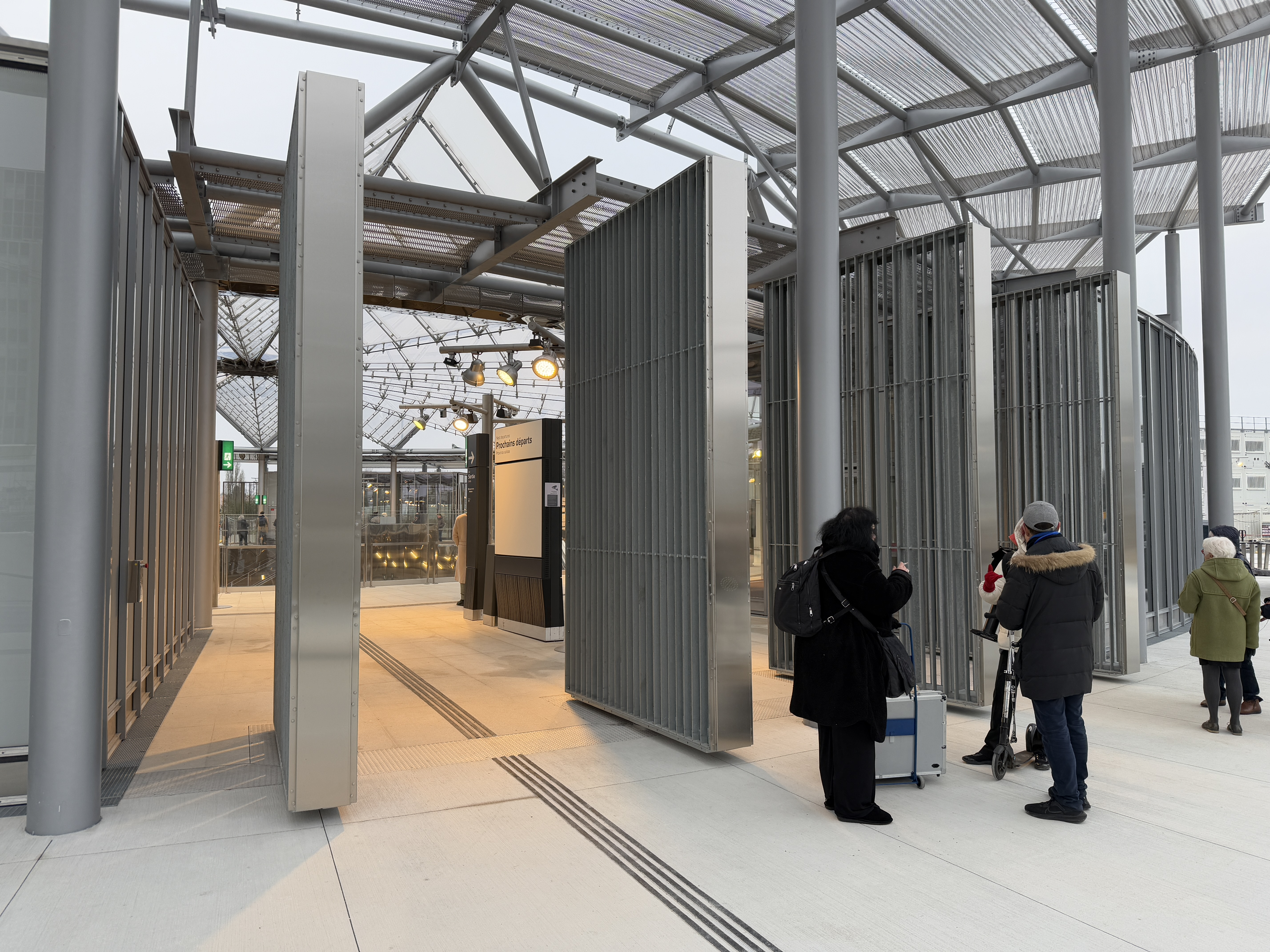
L'accès no 2 « Chemin de la Redoute ».
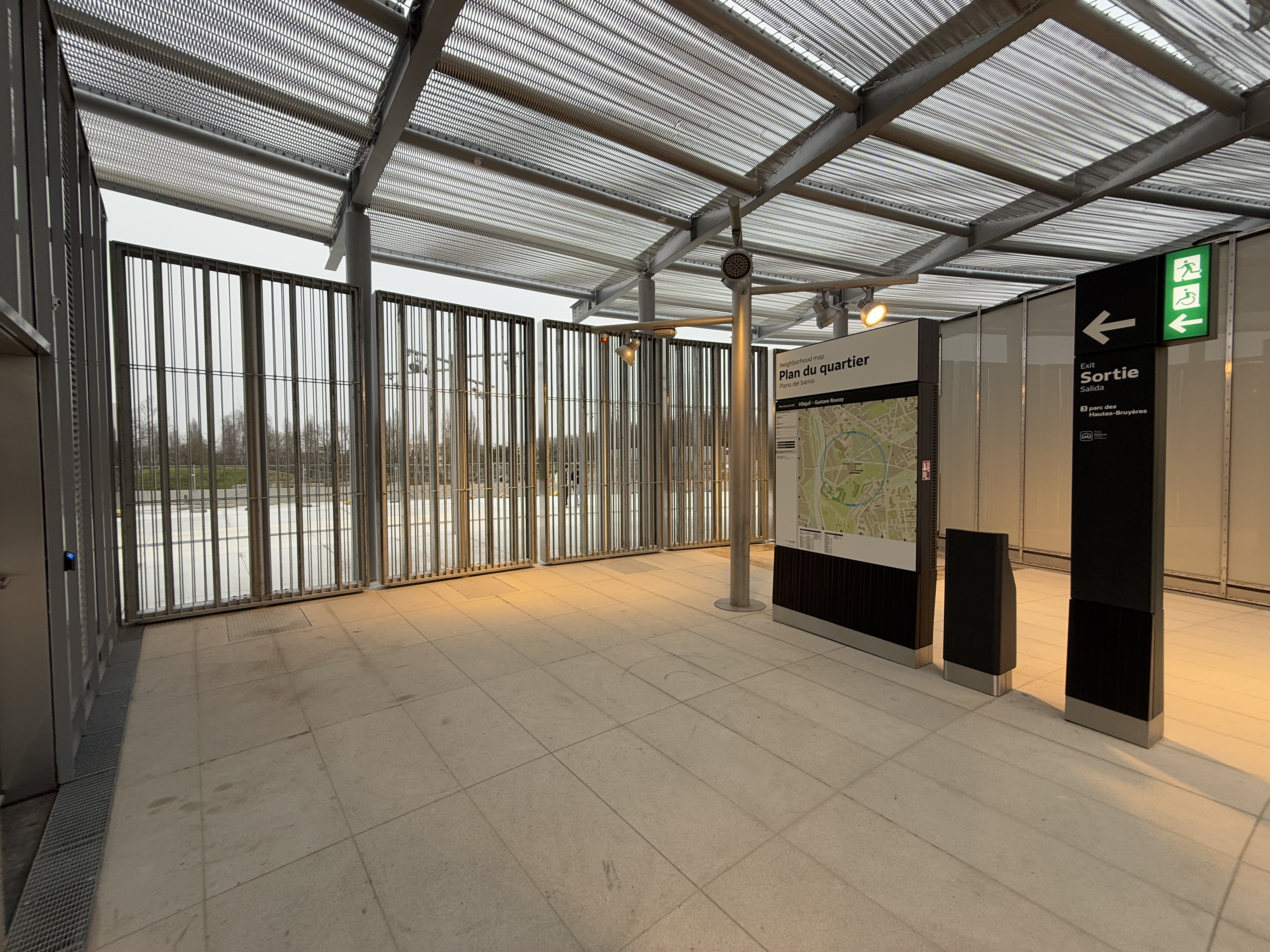
L'accès no 3 « Parc des Hautes-Bruyères ».

### Quais
La station est de configuration standard pour la ligne 14 : deux quais de 120 m de long, encadrant les voies, et bordées de façades de quai montant jusqu'au plafond, caractéristiques des nouvelles stations du prolongement sud de la ligne, pour être en accord avec les nouvelles normes architecturales des stations de la Société des Grands Projets.

Quais
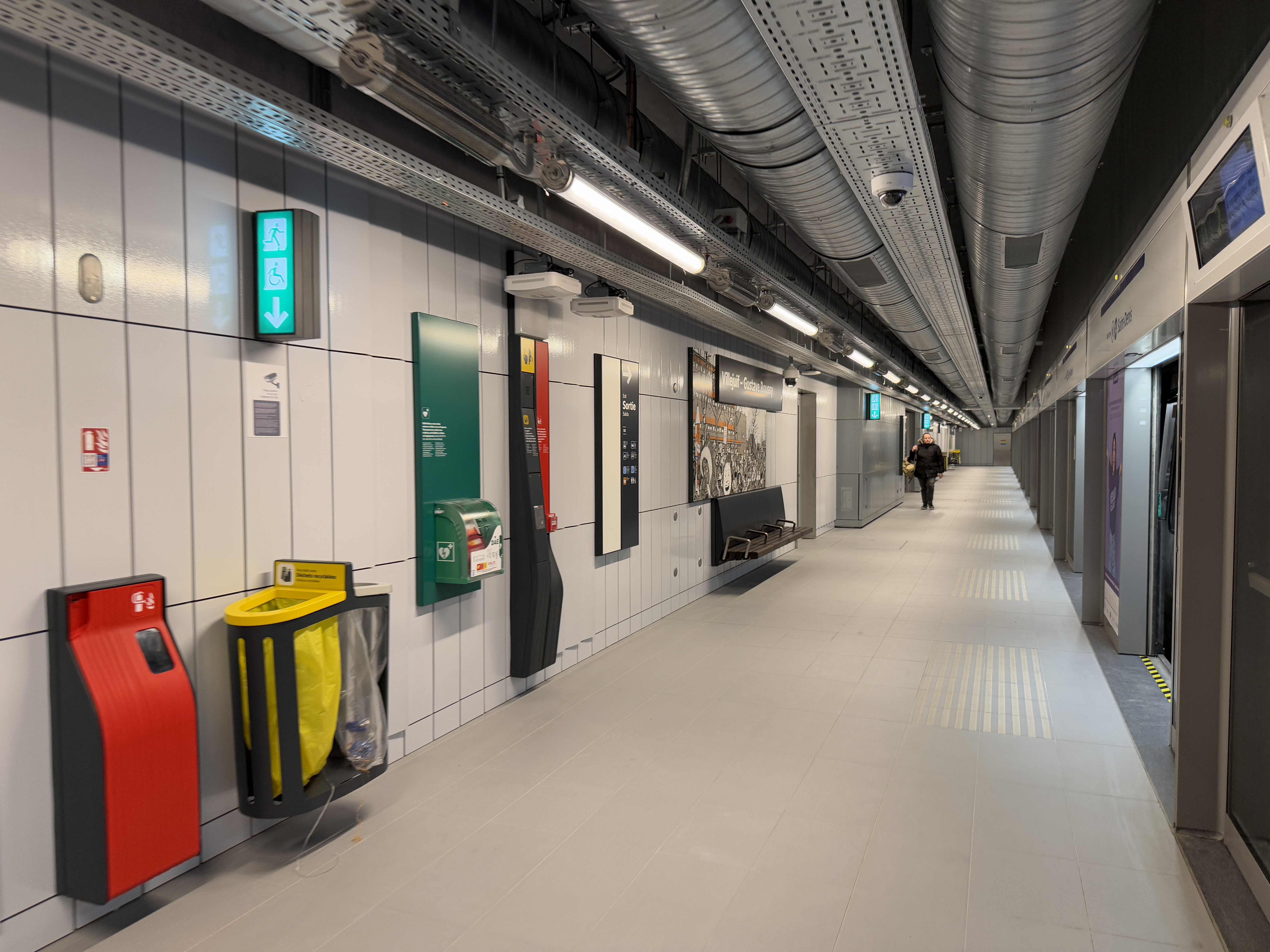
Quai de la station de la ligne 14 en direction de Saint-Denis Pleyel.
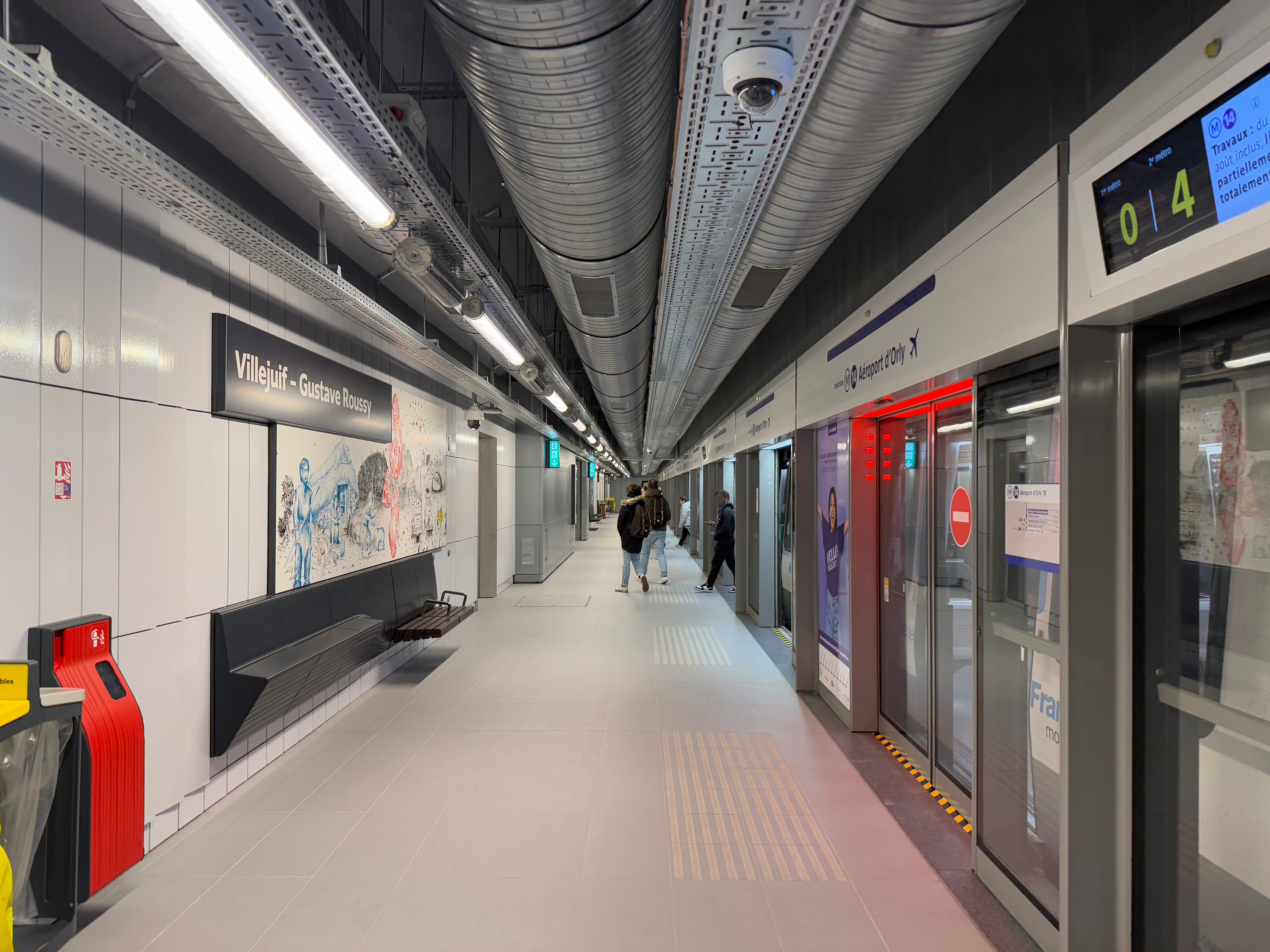
Quai de la station de la ligne 14 en direction de l'aéroport d'Orly.

### Intermodalité
La station est en correspondance avec les lignes 131, 162, 380 du réseau de bus RATP et la ligne v7 du réseau de bus Valouette.